# Piaractus
Piaractus ist eine Gattung der Sägesalmler aus dem tropischen Südamerika. Die Wortbedeutung der Gattung Piaractus kommt aus dem Altgriechischen und bedeutet so viel wie piar πιαρ - Fett und aktos ἄκτος, - tragen, also Fettträger.

## Systematik
Die Gattung Piaractus besteht aus den drei Arten:
- Piaractus brachypomus (Cuvier, 1818)
- Piaractus mesopotamicus (Holmberg, 1887)
- Piaractus orinoquensis  Escobar et al., 2019[2]

Piaractus wurde 1903 von Eigenmann erstbeschrieben. 1951 grenzte Goslin die Gattung aufgrund der Anatomie ihrer Zähne, der Fettflosse und Knochenmerkmalen von den übrigen Sägesalmlern ab. Nelson fand 1961 weitere Charakteristika wie die Morphologie ihrer Schwimmblase und Merkmale der inneren Anatomie.

## Merkmale
Piaractus ist eine ursprüngliche Gattung der Sägesalmler, die sich von der Gattung Colossoma dadurch unterscheidet, dass der vordere Teil der Schwimmblase kleiner ist als der hintere und die Schwimmblase nur ein Muskelband besitzt. Weitere Charakteristika sind sechs oder mehr hochspezialisierte Zähne in der Unterkiefer-Hauptreihe, eine Afterflosse mit 28 – 30 Flossenstrahlen.

## Verbreitung
Während P. brachypomus die äquatorialen Überschwemmungsgebiete des Amazonas und Orinoco bewohnt, kommt P. mesopotamicus endemisch im Süden des Kontinentes im Flussbecken des Rio Paraná und Río Paraguay vor. Beide Arten sind hochspezialisiert an das ökologische System der Überschwemmungswälder angepasst und kommen außerhalb dieses Lebensraumes nicht in freier Wildbahn vor. So kommen sie in Schwarzwasserflüssen wie dem Rio Negro nicht vor.

## Lebensweise
Beide Arten zeigen eine omnivore Ernährungsweise und zeichnen sich durch ein schnelles Wachstum aus. Das indianische Wort „Pacu“ aus der Tupi-Sprache bedeutet so viel wie schneller Esser.
Während sie sich in der Jugend überwiegend von Plankton ernähren, fressen adulte Exemplare Insekten, Nüsse, Früchte und Samen.
Obwohl P. brachypomus und P. mesopotamicus die gleichen Ernährungsgewohnheiten haben, besetzen sie unterschiedliche ökologische Nischen in den Gewässern, in denen beide vorkommen. Während P. brachypomus meistens frühmorgens aktiv ist, frisst P. mesopotamicus überwiegend in der Abenddämmerung.
Zur Laichzeit wandern die Tiere in die Oberläufe der Flüsse, um in ruhigen Gewässerabschnitten abzulaichen. Dabei können weite Wanderungen unternommen werden. Für die Haltung in Aquakulturen wurden spezielle Fütterungstechniken entwickelt.

## Wirtschaftliche Bedeutung
Piaractus mesopotamicus sind bedeutende Speisefische, die in Aquakulturen gehalten werden. Weiterhin sind beide Arten wegen ihrer hohen Gewichte beliebte Angelfische auch in Ländern, wo sie als fremde Art eingeführt wurden. Auch als Zierfische im Aquarienhandel haben die Arten der Gattung Piaractus eine gewisse wirtschaftliche Bedeutung. Sie sind unter den Bezeichnungen „vegetarischer Piranha“, Pacu, Tambaqui, Pirapitinga oder Silver Dollars erhältlich. Sie werden in vielen Ländern immer noch ausgesetzt und können als invasive Spezies Schäden in einem fremden Ökosystem verursachen.